# Oxyopes delmonteensis
Oxyopes delmonteensis là một loài nhện trong họ Oxyopidae.
Loài này thuộc chi Oxyopes. Oxyopes delmonteensis được Alberto Barrion & James A. Litsinger miêu tả năm 1995.